# Celyphus obtectus
Celyphus obtectus är en tvåvingeart som beskrevs av Johan Wilhelm Dalman 1818. Celyphus obtectus ingår i släktet Celyphus och familjen Celyphidae. Inga underarter finns listade i Catalogue of Life.